# Odontómetro

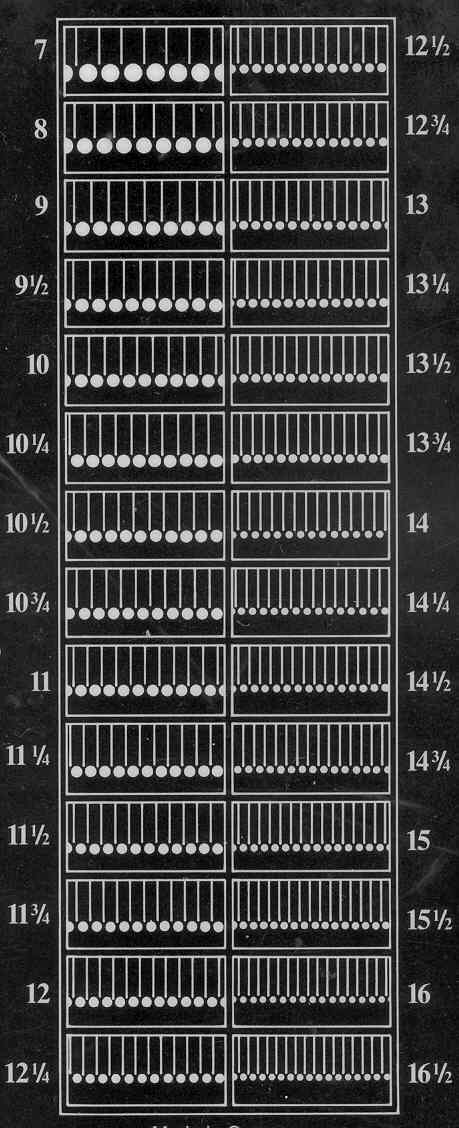
Un odontómetro.

El odontómetro es un dispositivo que permite medir el dentado de los sellos postales. Normalmente está impreso en cartón, plástico, metal o papel, aunque hoy en día también existen odontómetros electrónicos y otros dispositivos más sofisticados.
La medición del dentado del sello se hace en relación con la cantidad de perforaciones contenidas en dos centímetros.
- Datos: Q247300
- Multimedia: Perforation gauge / Q247300